# وایت‌پریش
وایت‌پریش (به انگلیسی: Whiteparish) یک روستا و محله مدنی در انگلستان است که در ویلتشر واقع شده‌است. وایت‌پریش ۱٬۵۰۴ نفر جمعیت دارد.

## نگارخانه

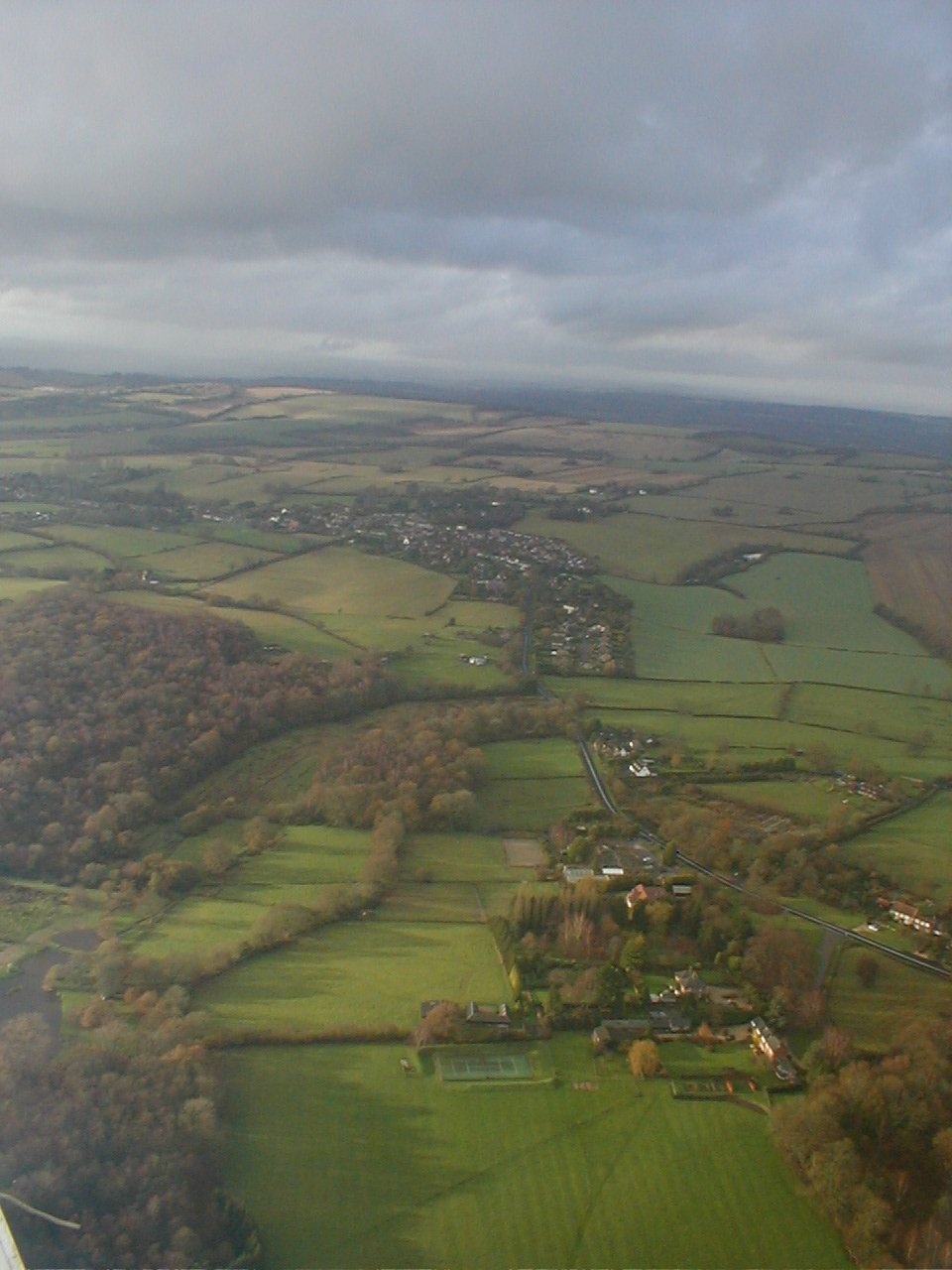
Whiteparish & Cowesfield from the air looking NW
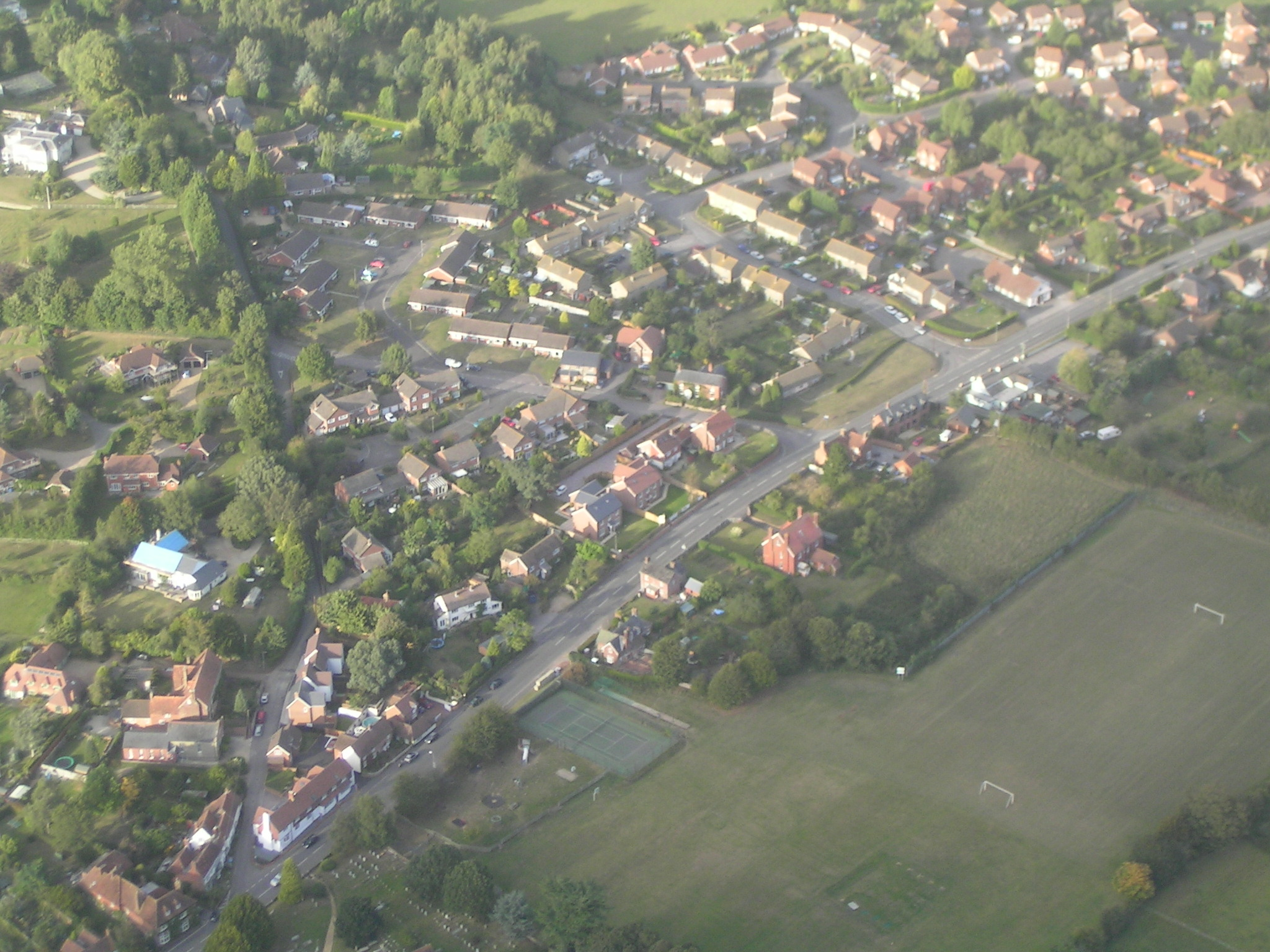
Central area inc sportsground, White Hart Public House - now private residences
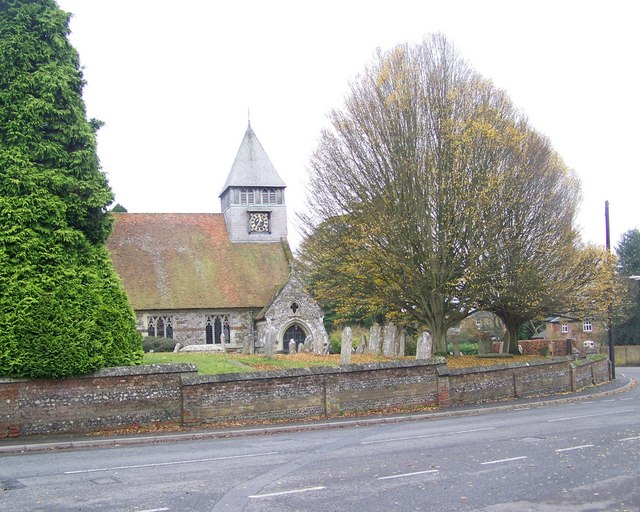
All Saints Church
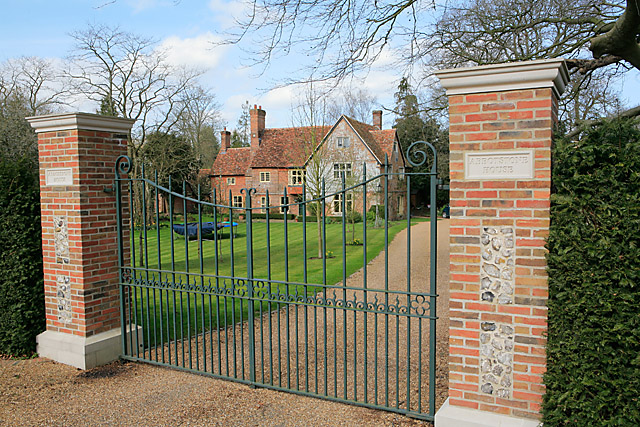
Abbotstone House, The Street, Whiteparish